# Do Me A Favor
«Do Me a Favor» — первый сингл американской метал-группы Stone Sour с пятого студийного альбома «House of Gold & Bones — Part 2», вышедшего в 2013 году.

## Музыкальная составляющая
Песня начинается с партии ударных, которой аккомпанируют гитары. Во время куплетов композиция стихает, гитары приглушаются и звучат в унисон с партией клавишных, голос Кори Тейлора так же немного приглушен. Во время припевов голос становится чистым, а на заглавных словах слышится многоголосое пение. Перед финальным припевом звучит гитарное соло, исполненное Джеймсом Рутом.
Как и многие другие песни с альбома, «Do Me a Favor» имеет репризу, которая отражается в песне «A Rumor Of Skin» с первой части альбома.
Версия песни на сингле является немного длиннее альбомной, так как содержит в себе вступление, которое является частью композиции «Blue Smoke» на альбоме House of Gold & Bones - Part 2.

## Видеоклип
Клип представляет собой анимационное видео, снятое Филом Муччи, релиз которого состоялся на YouTube 27 марта 2013 года.
Видео, сделанное в стиле комиксов, представляет зрителю множество вспышек, обилие ярких цветов, необычные углы съемки, а также двух протагонистов истории «House Of Gold & Bones» (распечатана на буклете к обоим альбомам), обороняющихся против зомби и мага.
Кори Тейлор заметил, что видео включает в себе всех персонажей истории: Human, Allen, Black John, Numbers и Peckinpah.
И можно заметить название на троне словосочетание на латыни (Íň Ďòḿúś Ḋḕ Áủŕúḿ Éṫ Óśśíúḿ) что в переводе Дом Из Костей И Золота что это отсылка к альбому Stone Sour и одноименному комиксу, который создал Кори Тейлор.

## Список композиций
| №  | Название        | Длительность |
| -- | --------------- | ------------ |
| 1. | «Do Me a Favor» | 4:06         |

## Участники записи и позиции в чартах
| Stone Sour - Кори Тейлор — вокал, гитара - Джеймс Рут — соло-гитара - Джош Рэнд — ритм-гитара - Рой Майорга — барабаны, клавишные | Приглашенные музыканты - Рэйчел Болан — бас-гитара Производство - Дэвид Боттрилл — продюсер - Фил Муччи — режиссёр видео | \| Chart (2013) \| Peak position \| \| --------------------------------------- \| ------------- \| \| Billboard Hot Mainstream Rock Tracks[4] \| 8 \| |
| Chart (2013) | Peak position | |
| Billboard Hot Mainstream Rock Tracks                                                                                              | 8 | |